# Манайло Федір Федорович

Портрет Ф. Манайла (1976)

Фе́дір Фе́дорович Мана́йло (19 жовтня 1910, Іванівці — 15 січня 1978, Ужгород) — український живописець, народний художник УРСР з 1976 року. Член Спілки радянських художників України з 1946 року. Батько художника Івана Манайла.

## Життєпис
Федір Манайло народився 19 жовтня 1910 року в родині сільського вчителя в селі Іванівці Мукачівського району на Закарпатті.
У 1928—1934 роках навчався у вищій художньо-промисловій школі у Празі. 1930 року — відвідав Францію. Як здібний та талановитий митець експонує свої роботи на виставці закарпатських художників у Празі в 1933 році, серед них виділяється робота «Дідо — Бідняк».
Від 1936 року працював вчителем в с. Іванівці, а у 1937—1945 роках викладав декоративне мистецтво в Ужгородській ремісній школі. 1946 року — прийнято до Спілки художників України. До 1955 року — викладач в Ужгородському училищі прикладного мистецтва.
Федір Манайло працював головним художником закарпатського обласного будинку народної творчості (1947), обирався головою правління Закарпатської організації спілки художників УРСР, був у складі творчої групи в будинку творчості ім. Коровіна в Гурзуфі (1963).
Помер 15 січня 1978 року. Похований в Ужгороді.

## Творчість

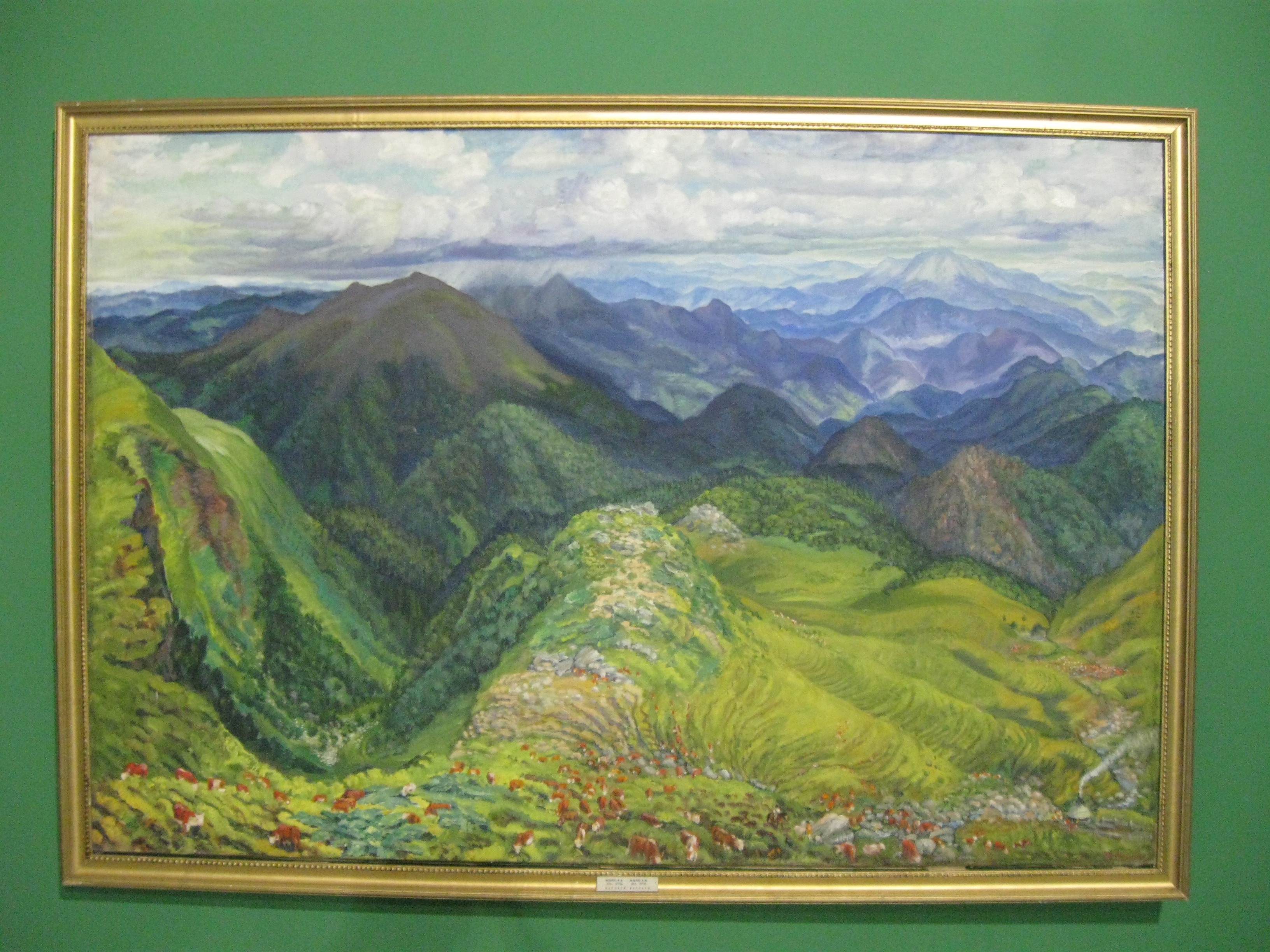
«Карпати». Мистецький арсенал, 2013

Працював у галузі монументально-декоративного живопису. Фор-ескізи для мозаїчних панно, мозаїки для фасадів та фоє клубів, кінотеатрів, залів ресторанів, готелів, турбаз, автобусних зупинок. А проекти ресторанів-колиб залишаються незвичним явищем в художній біографії митця.
Своїм художнім кредо Минайло обирає народне мистецтво, його дослідження і творчу переробку. Він опановує закони мистецтва, пронизаного невмиручим духом українського народу, його віковічними мріями, естетичними й етичними ідеалами. Як стверджує Ігор Шаров, наприкінці 30-40-х років ХХ століття остаточно формується художня програма митця. Минайло вважає, що художник так само, як і народний майстер, мусить відчувати породжену життям необхідність того, що він робить, необхідність кожної картини, яку він збирається написати. Естетична система Федора Минайла ґрунтується на народних ідеалах краси, справедливості, добра. Основним у мистецтві, за ствердженням митця, є принцип доцільності, як і в народній творчості, принцип заощадження засобів виразності, принцип простоти – простоти справжнього мистецтва. 
У цей період художник створює певною мірою програмні твори, утверджуючи свої мистецькі ідеали. Найважливішим серед них є картина «Гуцулка» (1939). Правда народного життя і правда почуттів, точність спостережень, широта і сміливість художнього задуму — все реалізовано талантом майстра. Минайло вимальовує жіночу постать у всій її величі й домірності. Вона займає мало не всю площину портрета, підкреслюючи і стверджуючи вагомість зображуваного. Усі елементи наче сплощуються, стають лініями контуру, плямами кольору, становлять декоративну систему твору. Художник достовірний у передачі етнографічних дрібниць, що надає його творам глибокого національного звучання. Широкі шорсткі мазки пензля дарують творові матеріальність, із них складається реальність і життєва правда. Упродовж 1939-1940 років Минайло кілька разів повертається до образів, що нагадують втілене в "Гуцулці", ніби обживається у новому, відкритому ним творчому просторі. 
Звернувшись до книжкової графіки в 1947 році, проілюструвавши перше в області видання повісті Івана Франка «Захар Беркут», митець неодноразово повертається до роботи над книжковими оформленнями. В їхньому числі: ілюстрації до творів Марка Черемшини та Ольги Кобилянської, цілого ряду збірок народного фольклору. В другій половині 50-х років народжується яскрава співдружність Федора Манайла з Антоном Кашшаєм, вершиною якої стала збірка «Народні балади Закарпаття».
Відомі роботи : «Вересень» (1956), «Колочава» (1956), «Село в Горах» (1958).

## Громадська діяльність
У роки створення музею народної архітектури та побуту він був одним з ініціаторів і активних організаторів цього культурного закладу, реалізовуючи тут свої глибокі знання архітектури, етнографії та побуту закарпатців. Тільки Манайлові можемо завдячувати тим, що не вмерло унікальне стародавнє народне мистецтво — декорування диньок. Його учениця Ганна Мигович продовжувала цю традицію.
Яскраву сторінку в житті Федіра Манайла становить його невтомна громадська діяльність. Він брав безпосередню участь у створенні Ужгородського училища прикладного мистецтва і був одним із перших викладачів цього навчального закладу, у створенні картинної галереї, працюючи заступником директора по науковій роботі, у створенні Закарпатського відділення Спілки художників. З 1948 року був головою спілки і віддав багато сил й енергії для організаційного і творчого зміцнення колективу художників. Протягом багатьох років очолював комісію по роботі з молодими художниками. Манайло — один із перших художників Будинку народної творчості, Закарпатського українського музично-драматичного театру, обласної філармонії, художник-графік книжкового видавництва «Карпати».

## Нагороди та визнання
Присвоєно звання Заслуженого художника України (1972) та Народного Художника України (1977).
9 лютого 1980 року в Ужгороді відкрився Меморіальний будинок-музей народного художника України Федора Манайла.

## Виставки
Персональні виставки: 1961, 1979, 1980, 1985, 2000 pp. — м. Ужгород.